# Chrysobothris arizonica
Chrysobothris arizonica är en skalbaggsart som beskrevs av Chamberlin 1938. Chrysobothris arizonica ingår i släktet Chrysobothris och familjen praktbaggar. Inga underarter finns listade i Catalogue of Life.